# Yves Lejarre

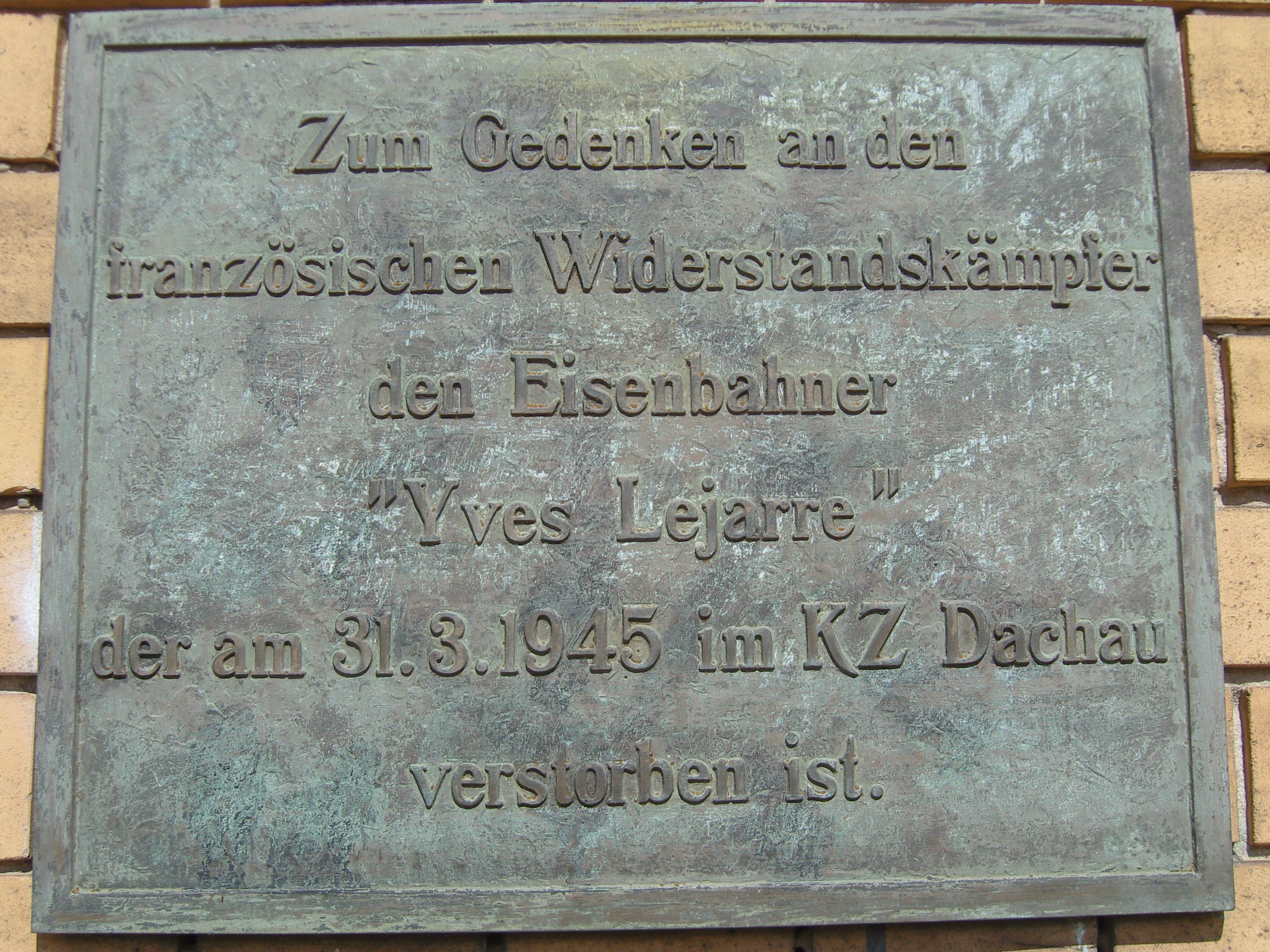
Gedenktafel am Kulturhaus der Reichsbahner von Senftenberg

Yves Lejarre (* 11. Oktober 1897 in Tours; † 31. März 1945 im KZ Dachau) war ein französischer Widerstandskämpfer gegen den Nationalsozialismus, und Häftling im KZ Dachau.

## Leben
Unter Führung des Kommunisten Albert Regal nahm er Ende 1940, Anfang 1941 im Département Lozère an antifaschistischen Aktionen im Rahmen der Résistance teil.

## Ehrungen
Am Reichsbahnkulturhaus in der Senftenberger Straße der Jugend brachten Eisenbahner der DDR eine Gedenktafel zur Erinnerung an ihren französischen Kollegen an und benannten dieses Haus nach ihm. Auch in seiner Heimatstadt Tours ist er – gemeinsam mit anderen ermordeten Widerstandskämpfern – auf einer Gedenktafel verewigt.